# ماركينيوس كاريوكا
ماركينيوس كاريوكا هو لاعب كرة قدم برازيلي في مركز الوسط، ولد في 28 مايو 1992 في ريو دي جانيرو في البرازيل. لعب مع ريفر بليت ونادي أوتسيلول غالاتسي ونادي بارانا ونادي قبله.

## وصلات خارجية
- ماركينيوس كاريوكا على موقع قاعدة بيانات كرة القدم.إي يو (الإنجليزية)
- ماركينيوس كاريوكا على موقع Soccerway.com (الإنجليزية)